# 正一位
正一位為日本品秩與神階的一種，為日本品秩制度中最高者，次一階稱為從一位。

## 概要
關白、太政大臣或是征夷大將軍等對國家有巨大功勞，地位亦相當高者才可獲得此稱號。通常的狀況是在去世後追贈，在生前獲得者歷史上僅有數人。
第二次世界大戰結束後包括追贈在內，還沒有人得到正一位的例子；雖然目前日本的品秩制度仍存在正一位的位階，但實際上授與的最高階級都是次一階的從一位。
神階的狀況則比較特別，和壽命有限的人類不同，因為神明的壽命無限之故，歷史悠久的神社可以得到正一位的神階。然而隨著律令制度的崩解，在分祀狀況下原本採繼承制的神階也被直接拿來使用。比如稻荷神的總本社伏見稻荷大社是正一位，而所有從這裡分祀出去的神社從此也就使用正一位的稱號，由此正一位變成像是稻荷神的另外一種稱呼一樣。

## 獲得正一位者
粗體字代表生前獲得。（日語五十音順）
- 縣犬養三千代：大夫人
- 岩倉具視：贈太政大臣
- 織田信長：贈太政大臣、右大臣、内大臣（生前為正二位、曾經三職推任）
- 北畠親房：南朝一品准大臣、正二位、大納言
- 紀諸人（日语：紀諸人）：贈太政大臣
- 楠木正成：兵衛尉
- 巨勢德多（日语：巨勢徳多）：左大臣
- 近衛忠熙：從一位、關白、左大臣、內覽
- 近衛基實：贈太政大臣、正二位、攝政、關白、左大臣、右大臣、近衛氏始祖
- 早良親王：崇道天皇、光仁天皇皇子、桓武天皇皇太子（廢太子）
- 三條實萬：正二位、內大臣
- 三條實美：太政大臣、右大臣、內大臣
- 島津齊彬：贈權中納言、從四位上、左近衛權中將
- 菅原道真：贈太政大臣、贈左大臣、從二位、右大臣
- 平時信（日语：平時信）：贈左大臣、正五位下、兵部權大輔
- 和乙繼（日语：和乙継）
- 橘諸兄：左大臣
- 橘清友：贈太政大臣
- 德川家定：贈太政大臣、內大臣兼右近衛大將、江戸幕府第13代征夷大將軍
- 德川家重：贈太政大臣、正二位、右大臣、江戸幕府第9代征夷大將軍
- 德川家繼：贈太政大臣、正二位、內大臣兼右近衛大將、江戸幕府第7代征夷大將軍
- 德川家綱：贈太政大臣、正二位、右大臣、江戸幕府第4代征夷大將軍
- 德川家齊：從一位、太政大臣、江戸幕府第11代征夷大將軍
- 德川家宣：贈太政大臣、正二位、內大臣兼右近衛大將、江戸幕府第6代征夷大將軍
- 德川家治：贈太政大臣、正二位、右大臣、江戸幕府第10代征夷大將軍
- 德川家光：贈太政大臣、從一位、左大臣兼左近衛大將、江戸幕府第3代征夷大將軍
- 德川家茂：贈太政大臣、從一位、右大臣、江戸幕府第14代征夷大將軍
- 德川家基：贈太政大臣、贈內大臣、從二位、權大納言
- 德川家康：從一位、太政大臣、右大臣、內大臣、江戸幕府初代征夷大將軍
- 德川家慶：贈太政大臣、從一位、左大臣兼左近衛大將、江戸幕府第12代征夷大將軍
- 德川綱吉：贈太政大臣、正二位、右大臣、內大臣兼右近衛大將、江戸幕府第5代征夷大將軍
- 德川齊昭：贈權大納言、從三位、權中納言、第9代水戸藩主
- 德川秀忠：從一位、太政大臣、內大臣、右近衛大將、江戸幕府第2代征夷大將軍
- 德川光國：贈權大納言、從三位、權中納言、第2代水戸藩主
- 德川吉宗：贈太政大臣、正二位、江戸幕府第8代征夷大將軍
- 豐臣秀吉：從一位、關白、太政大臣
- 新田義貞：贈大納言、正四位下、左近衛中將
- 藤原乙春：大夫人、藤原長良室
- 藤原兼通：從一位、忠義公、關白、太政大臣、內大臣
- 藤原公季（日语：藤原公季）：從一位、仁義公、太政大臣
- 藤原伊尹：從一位、謙德公、攝政、太政大臣
- 藤原實季（日语：藤原実季）：贈太政大臣、正二位、大納言
- 藤原實賴：從一位、清慎公、小野宮、攝政、關白、太政大臣
- 藤原盛子：藤原師輔室
- 藤原園人（日语：藤原園人）：贈左大臣、從二位、右大臣
- 藤原高藤（日语：藤原高藤）：贈太政大臣、內大臣、勸修寺家始祖
- 藤原忠平：從一位、貞信公、信濃公、攝政、關白、太政大臣、
- 藤原為光（日语：藤原為光）：恒德公、太政大臣
- 藤原時姬：藤原兼家室
- 藤原時平：贈太政大臣、正二位、左大臣、本院大臣
- 藤原仲麻呂（恵美押勝）：大師、大保
- 藤原永手：贈太政大臣、從一位、左大臣
- 藤原長良（日语：藤原長良）：贈太政大臣、贈左大臣、從二位、權中納言、藤原基經實父
- 藤原教通：從一位、關白、太政大臣、左大臣
- 藤原房前：贈左大臣、從三位
- 藤原總繼（日语：藤原総継）：贈太政大臣
- 藤原不比等：贈太政大臣、正二位、文忠公、淡海公、右大臣
- 藤原冬嗣：贈太政大臣、正二位、左大臣
- 藤原真楯：贈太政大臣、正三位、大納言
- 藤原道兼：贈太政大臣、正二位、關白、右大臣
- 藤原美都子（日语：藤原美都子）：尚侍、藤原冬嗣室
- 藤原宮子：聖武天皇母
- 藤原武智麻呂：從一位、左大臣
- 藤原基經：從一位、昭宣公、越前公、攝政、關白、太政大臣、
- 藤原師輔：贈太政大臣、正二位、右大臣
- 藤原師尹（日语：藤原師尹）：從一位、左大臣
- 藤原淑子（日语：藤原淑子）：尚侍、宇多天皇養母
- 藤原良房：從一位、忠仁公、美濃公、攝政、太政大臣、准三后
- 藤原良相（日语：藤原良相）：正二位、右大臣
- 藤原能長（日语：藤原能長）：贈太政大臣、正二位、內大臣
- 藤原能信：贈太政大臣、正二位、權大納言
- 藤原賴忠：從一位、廉義公、關白、太政大臣
- 藤原賴長：贈太政大臣、從一位、內覽、左大臣
- 源顯房（日语：源顕房）：從一位、右大臣
- 源昭子：藤原忠平室、師輔母
- 源潔姫：藤原良房室
- 源重信（日语：源重信）：正二位、右大臣
- 源融：從一位、左大臣
- 源常（日语：源常）：正二位、左大臣
- 源光（日语：源光 (公卿)）：右大臣
- 源信（日语：源信 (公卿)）：正二位、左大臣
- 源雅信：贈太政大臣、從一位、左大臣
- 源滿仲：正四位下、鎮守府將軍
- 毛利敬親：權大納言
- 毛利元就：治部少輔、陸奧守
- 和氣清麻呂：民部卿

## 外部連結
- 位階令 （日文）